# Es［エス］
『es［エス］』 （原題：Das Experiment、国際向け題：The Experiment）は、2001年のドイツのサイコスリラー映画。監督はオリヴァー・ヒルシュビーゲル、出演はモーリッツ・ブライブトロイ、クリスチャン・ベルケル、オリヴァー・ストコウスキなど。
1971年にアメリカのスタンフォード大学で実際に行われたスタンフォード監獄実験を元にしたマリオ・ジョルダーノの小説『Black Box』を原作とし、ジョルダーノ本人が脚本に加わっている。
映画では、新聞広告によって募集された男たちが、ドイツの大学地下に設置された擬似刑務所で、囚人と看守の役を2週間演じ続ける実験が行われる。この実験の存在を知った主人公の男（モーリッツ・ブライブトロイ）は、取材と報酬目当てで囚人としてこの実験に参加する。
原題は「実験」の意。日本語版映画名の「es」とは、通常ドイツ語では「これ」または「それ」の意（英語ではit）であるが、心理学・精神分析学の用語で、「無意識層の中心の機能」という概念を意味する語でもある（この語もドイツ語起源で、語源は前者のesから来ている）。詳しくは自我を参照。
2001年度ヨーロッパ映画賞作品賞、ノミネート作品。

## ストーリー
タクシー運転手兼記者の男タレク（モーリッツ・ブライプトロイ）はある日、こんな実験者募集の新聞広告を目にする。
被験者求む。
- 拘束時間：2週間
- 報酬：4000マルク
- 応募資格：不問
- 実施場所：大学内模擬刑務所

その実験とは大学の地下に作られた擬似刑務所で20人の男を「看守」と「囚人」に分け、それぞれ与えられた役になり切り2週間生活するというものであった。
タレクは、2週間で4000マルク(約2000ユーロ、25万円)という高報酬と、刑務所の囚人の疑似体験という実験の特殊性が良い記事になると思い実験の様子を秘密裏に取材し、録画する為の超小型カメラを眼鏡に仕込み実験に参加する。
始めの日は両サイド共に何の問題も無く和やかな雰囲気で過ごす。しかしその後、些細ないざこざから端を発した看守側と囚人側の対立は、徐々に深くなってゆく。実験の主催者であるトーン教授に対し助手のグリム博士たちは、実験の続行は危険だと判断し実験中止の要請を再三に渡り行う。だが、これらの要請をトーン教授はすべて拒否、実験は続けられた。グリム博士は看守役のあまりの暴走に、トーン教授の留守中に実験の強制中止を申し出る。しかし看守役の男たちは実験を続ける為、グリム博士から衣服を没収し地下の疑似刑務所へ連行。この実験は最終的に2名の死者を含む多数の死傷者を出す惨劇へと変貌していく。

## キャスト
| 役名                       | 俳優                             | 日本語吹替 | 日本語吹替   |
| 役名                       | 俳優                             | ソフト版   | テレビ東京版 |
| -------------------------- | -------------------------------- | ---------- | ------------ |
| 囚人番号77／タレク         | モーリッツ・ブライブトロイ       | 森川智之   | 平田広明     |
| 囚人番号38／シュタインホフ | クリスチャン・ベルケル           | 小杉十郎太 | 磯部勉       |
| 囚人番号82／シュッテ       | オリヴァー・ストコウスキ         | 水内清光   | 内田直哉     |
| 囚人番号69／ジョー         | ヴォータン・ヴィルケ・メーリング | 川村拓央   | 堀内賢雄     |
| 看守／ベルス               | ユストゥス・フォン・ドホナーニ   | 井上倫宏   | 森田順平     |
| 看守／エッカート           | ティモ・ディールケス             | 花田光     | 江原正士     |
| 看守／カンプス             | ニッキ・フォン・テンペルホフ     | 諸角憲一   | 家中宏       |
| 看守／ボッシュ             | アントニオ・モノー・ジュニア     | 石住昭彦   | 星野充昭     |
| 看守／レンツェル           | ラース・ガルトナー               | 上田陽司   | 楠大典       |
| ドラ                       | マレン・エッゲルト               | 高橋理恵子 | 岡本麻弥     |
| トーン教授                 | エトガー・ゼルゲ                 | 世古陽丸   | 牛山茂       |
| ユッタ・グリム博士         | アンドレア・サバスキ             | 宮寺智子   | 塩田朋子     |
| ジグラー                   | アンドレ・ユング                 | 稲葉実     | 仲野裕       |
| ラース                     | フィリップ・ホフマイヤー         | 伊藤栄次   | 中村秀利     |
| ニュースアナウンサー       | クリスティアーヌ・ゲーボット     | 牧薫子     | 加藤ゆう子   |

- ソフト版
演出：松岡裕紀、翻訳：税田春介、録音・調整：菊地一之、プロデューサー：蕎麦谷卓馬（ポニーキャニオン）、制作担当：嶋口英樹（プロセンスタジオ）
日本語版制作：プロセンスタジオ
- テレビ東京版：初回放送 2004年9月23日『木曜洋画劇場』
その他声の出演者：中村大樹、加藤亮夫、小森創介、奥田啓人、野島裕史、土田大、高瀬右光、河本邦弘
演出：高桑一、翻訳：武満真樹、調整：重光秀樹、プロデューサー：久保一郎／バブルネック涼／寺原洋平（テレビ東京）、効果：リレーション
日本語版制作：テレビ東京／HALF H・P STUDIO

## 作品の評価
Rotten Tomatoesによれば、批評家の一致した見解は「『es［エス］』の複雑なプロットは期待したほど啓示的ではないかもしれないが、精神を大いに錯乱させるアクション映画としては成功している。」であり、65件の評論のうち高評価は72%にあたる47件で、平均点は10点満点中6.6点となっている。
Metacriticによれば、19件の評論のうち、高評価は12件、賛否混在は6件、低評価は1件で、平均点は100点満点中60点となっている。

## リメイク
2010年にアメリカ合衆国でリメイクされた。